# 宾化县 (唐朝)
宾化县，中国古县名。
唐朝先天二年（713年），改隆化县置，治所在今重庆市南川区，属涪州。北宋初复改隆化县。 